# Dolmens de los Masos
Les dolmens de los Masos, appelés aussi dolmen du Mas d'En Payrot, sont deux dolmens situés à Saint-Michel-de-Llotes, dans le département français des Pyrénées-Orientales.

## Dolmen n°1
Le dolmen est en mauvais état. La chambre ouvre au sud-sud-est. Elle est délimitée par deux dalles de chevet (0,93 m de haut sur 0,22 m de large et 0,55 m de haut sur 0,58 m large) qui pourraient correspondre à une unique dalle qui se serait brisée en deux parties. Il en est de même du côté ouest avec deux dalles très similaires (0,92 m de haut sur 0,90 m de large et 1,23 m de haut sur 1,25 m de large). Le côté oriental comporte aussi deux dalles (0,95 m de haut sur 0,88 m de large et 0,95 m de haut sur 1,16 m de large). La forme polygonale de la chambre n'est pas intentionnelle mais elle résulte de mouvements accidentels ou liés à des violations antérieures : d'une manière générale, tous les orthostates sont inclinés vers l'ouest et aucune table de couverture n'est plus en place. Une dalle mince émergeant à peine du sol a pu faire office de dalle-seuil ou de fermeture de l'entrée. Le tumulus est masqué par la végétation mais il semble être de forme circulaire (diamètre de 8 à 10 m), il est désormais traversé par un muret de délimitation de parcelle.
Le dolmen est inscrit au titre des monuments historiques par arrêté du 26 novembre 1959.

## Dolmen n°2
Le dolmen n°2 est situé sur la même crête à environ 200 m à l'ouest du dolmen n°1. C'est un petit dolmen ruiné dont les dalles en schiste ont subi une forte érosion et se sont en partie délitées. La chambre est délimitée par trois orthostates. La dalle de chevet s'est brisée en deux parties d'égale longueur (0,55 m) mais de hauteur très différente (respectivement 0,85 m et 0,25 m). Les côtés nord et sud sont délimités chacun par une unique dalle, de respectivement 1,80 m de long sur 0,83 m de haut et 0,20 m d'épaisseur côté sud, et 1,30 m de long sur 0,70 m de haut et 0,15 m d'épaisseur côté nord. Une dalle de couverture (1,43 m de long sur 1,30 m de large et 0,30 à 0,40 m d'épaisseur) gît à plat au sol à l'est du dolmen. Le tumulus est masqué par la végétation. La grande dalle du côté sud comporte plusieurs lignes incisées linéaires très patinées et des graffiti datés d'une période comprise entre le IIIe siècle av. J.-C. et le IIe siècle av. J.-C.. Des débris de plaquette en schiste gravés de motifs de pentacle ont été recueillis par Jean Abélanet dans la chambre en 1966.